# Molly Beday
Molly Beday (ook: Molley Beday) is een eilandje met twee rotspunten. Het is een van de eilanden behorend tot Sint Maarten, en ligt ongeveer 5 km ten oosten van Philipsburg. Het eilandje is onbewoond.
Molly Beday is een verbastering van "Molly's Birthday", de verjaardag van Molly. Het eiland wordt onder andere door de bruine pelikaan gebruikt als broedgebied. Het eiland wordt zelden bezocht, omdat de oceaan rond het eilandje vaak ruig is. Rond het eiland liggen koraalriffen die in uitstekende conditie zijn. Er komen acht soorten harde koraal voor waaronder pseudodiploria strigosa en dichocoenia.
Aruba · Bonaire · Curaçao · Saba · Sint Eustatius · Sint Maarten — Cow & Calf · Green Island · Hen & Chickens · Klein Bonaire · Klein Curaçao · Molly Beday · Palmeiland · Pelikan Key · Renaissance Island 

Zie ook: Caribisch Nederland